# Chromalizus speciosus
Chromalizus speciosus là một loài bọ cánh cứng trong họ Cerambycidae.